# Костёл Святой Анны (Раков)
Костёл Святой Анны (бел. Касцёл Святой Ганны) — католический храм в агрогородке Раков (Воложинский район) в Беларуси. Построен в 1830 году из кирпича на католическом кладбище (на восточной окраине агрогородка). Памятник эклектичной архитектуры с элементами неоготики и классицизма.

## Архитектура
Прямоугольное в плане сооружение с полукруглой апсидой покрыто двускатной крышей. Главный фасад выделен полукруглым входным порталом, завершенным треугольным фронтоном с четырехконечной сигнатуркой и угловыми башенками; в тимпане имеется круглая люкарна — «роза». Карниз разделён стрельчатой аркой входного портала. Стены украшены гранеными пилонами (угловые отделаны пинаклями), разделенными пилястрами в пространствах полукруглых оконных проемов.

### Интерьер
В интерьере зал перекрыт плоским потолком на арках. В полукруглое пространство апсиды вписана трапециевидная алтарная часть, за которой находится полукруглая ризница. Над входом хоры на двух столбах с боковой винтовой лестницей. Под алтарем находится крипта.

### Ворота-звонница

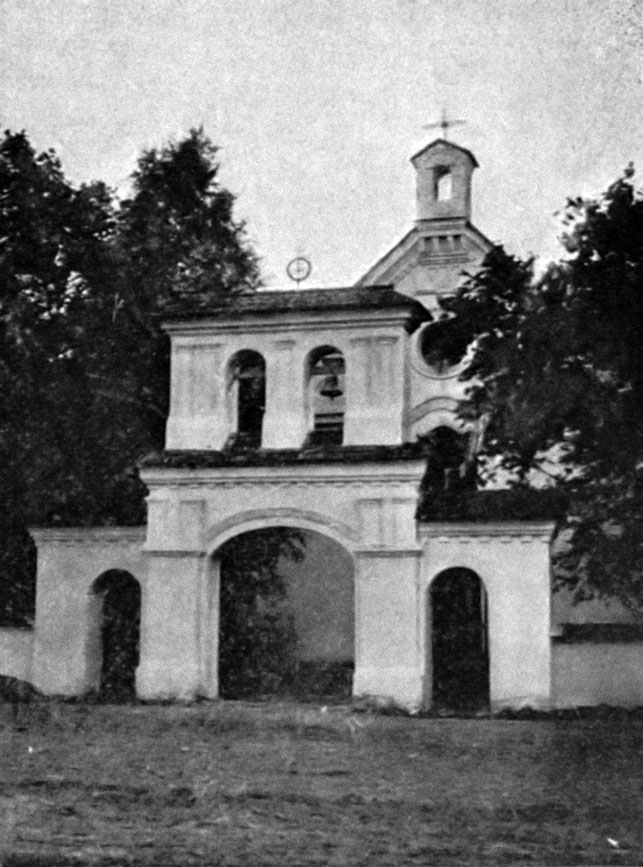
Костёл и ворота-звонница в начале XX в.

При входе на кладбище по оси часовни расположена ворота-звонница — трехпролетная арка с центральным носовым проходом и двухъярусной колокольней.

## Кладбище
На кладбище много старых шляхетских захоронений, в том числе известных лиц:
- Михаил Рудольфович Грушвицкий (1828—1904), композитор. На могиле в начале XX в. установлен памятник — крест из песчаника на мраморном постаменте.
- Княгиня Кристина Иеронимовна Друцкая-Любецкая (1900—1920) — дочь князя Иеронима Эдвиновича Друцкого-Любецкого (1861—1919).